# Iodotropheus sprengerae
Iodotropheus sprengerae es una especie de peces de la familia Cichlidae en el orden de los Perciformes.

## Morfología
Los machos pueden llegar alcanzar los 10,8 cm de longitud total.

## Hábitat
Vive en zonas de clima tropical  entre 24 °C-26 °C de temperatura.

## Distribución geográfica
Se encuentra en el lago Malawi África Oriental).